# Dioclea edulis
Dioclea edulis är en ärtväxtart som beskrevs av João Geraldo Kuhlmann. Dioclea edulis ingår i släktet Dioclea och familjen ärtväxter. Inga underarter finns listade i Catalogue of Life.

## Bildgalleri

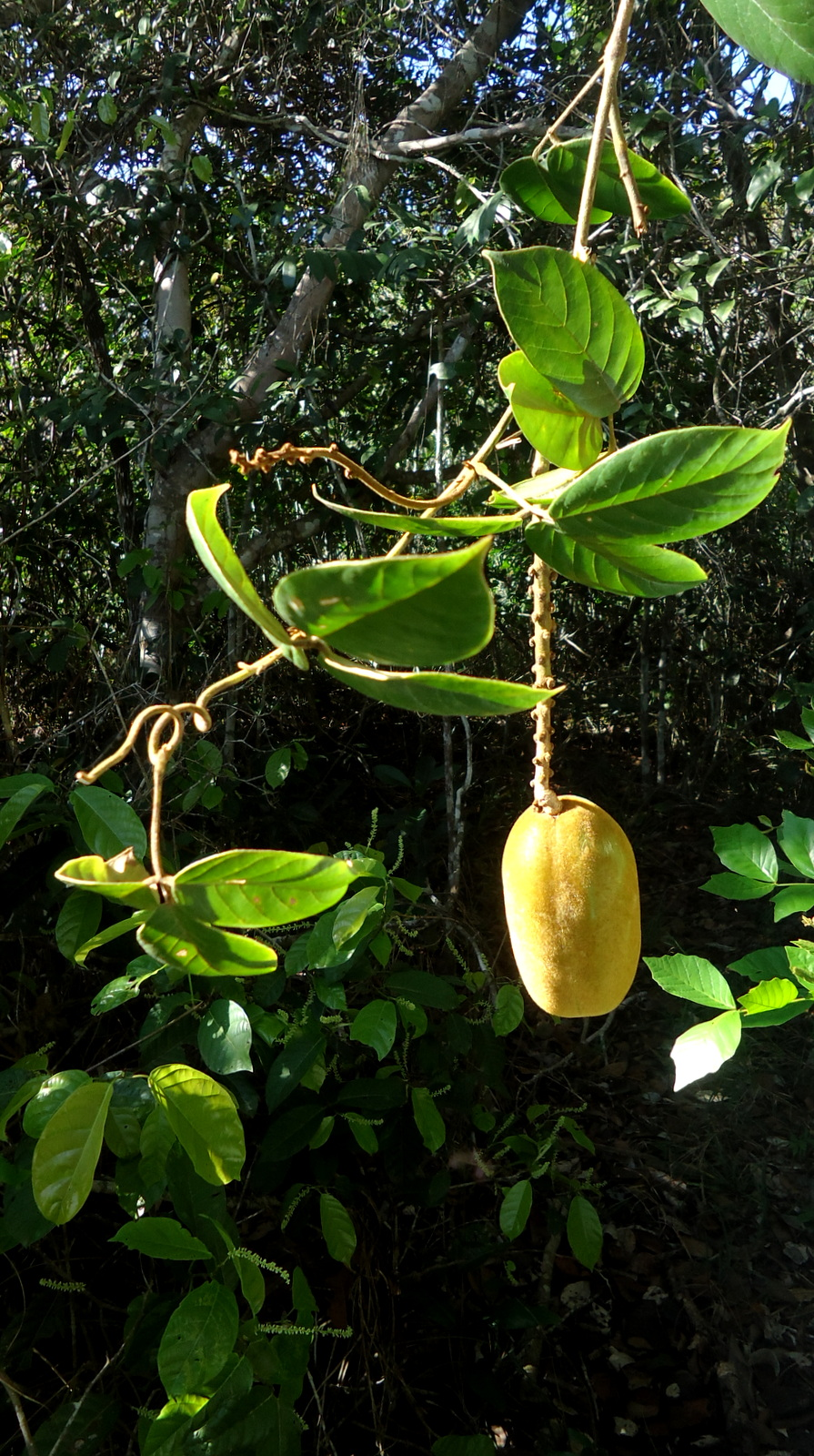